# Tangara škrabošková
Tangara škrabošková (Ramphocelus nigrogularis) je druh drobného zpěvného ptáka z rodu Ramphocelus, z čeledi tangarovití. Vyskytuje se především na východě a západě Jižní Ameriky a jedná se o druh dle IUCN řazený jako málo dotčený.

## Výskyt a populace

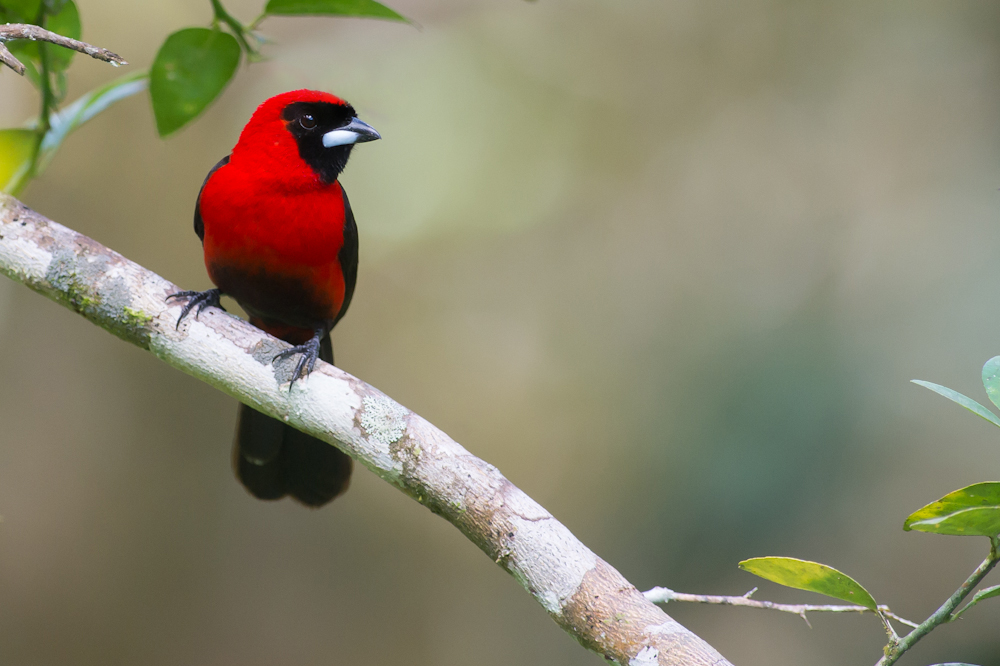

Tangara škrabošková se vyskytuje v oblasti o velikosti přes 2 100 000 kilometrů čtverečních a nejčastěji ji najdeme v Brazílii, Peru, Kolumbii, ale také v Bolívii a Ekvádoru. Vhodným prostředím je pro ni prales, kde je teplo a vlhko. Také se vyskytují v okolí velkých ploch vody. Vysoké nadmořské výšky nevyhledávají, spíše jim vyhovují nížiny.
Dle IUCN se řadí jako málo dotčený, tedy nechránění druh. Populace je poměrně stabilní.

## Popis
Tangara škrabošková je poměrně mohutný, ale drobný pták s výrazným pohlavním dimorfismem. Délka těla je okolo 18 a 19 cm.
Dospělí samci mají černý obličej, křídla, břicho a ocas, zbytek těla je jasně červený, jen zobák má stříbrný odlesk. Samice se rozložením barev podobá samci, ale černou střídá tmavě hnědá až kaštanová. Mladí samci jsou podobní spíše dospělým samicím. Podobně vypadá i monotypická druh tangara suříková, která byla popsána o pár desítek let později.

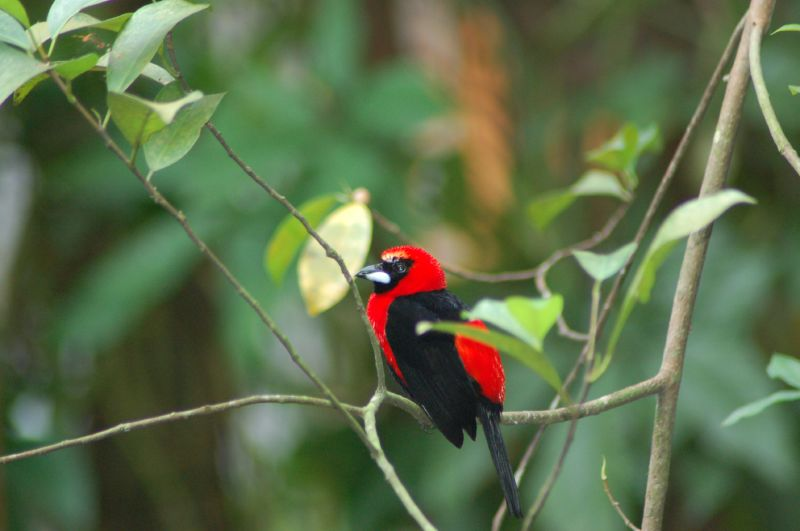

## Ekologie
Stejně jako většina ptáků z čeledi tangarovití, i tangara škrabošková se živí hlavně přezrálým ovocem, dále ale také hmyzem, například termity. Častěji ale vyhledávají létavý hmyz, který je výživnější a poskytuje více bílkovin. Živí se i nektarem z květin, zvláštní zálibu mají v květině Erythrina fusca.
Jedná se o denní ptáky, kteří přes den shánějí potravu a v noci spí v korunách stromů. Jen málokdy slétávají úplně k zemi, kde na ně číhá nebezpečí v podobě predátorů, jako jsou hadi. Samci jsou dominantní, těžko snášejí jiné samce na svém území a chovají se majetnicky i vůči samicím. Tato agrese ale probíhá jen mimo období hnízdění, naopak v této době dokáží žít pospolu. Právě období rozmnožování probíhá obvykle v červnu. Ptáci se začnou sdružovat do kolonií a později si vzájemně pomáhají i při ochraně hnízd. Není příliš běžné, aby hnízdili s jinými druhy, přesto je můžeme vidět v blízkosti tangar sametových.

## Taxonomie
Tangara škraboškový byla poprvé popsána německým biologem Johannem Baptistem von Spix v roce 1825. Druhové jméno pochází z latinského slova „niger“, což znamená černý, a „gularis“ znamená krk. Tento druh je jeden z devíti, které náleží do rodu Ramphocelus. Mitochondriální DNA studie naznačují, že nejbližší příbuzný je pravděpodobně tangara šarlatová, i přesto platí, že oba druhy se od sebe plně oddělili již před 800 000 lety.
Netvoří žádné poddruhy, přesto je možné vidět, že někteří jedinci mají výrazně červenou hlavu a někteří ji mají spíše do oranžova.